# Middleham Castle

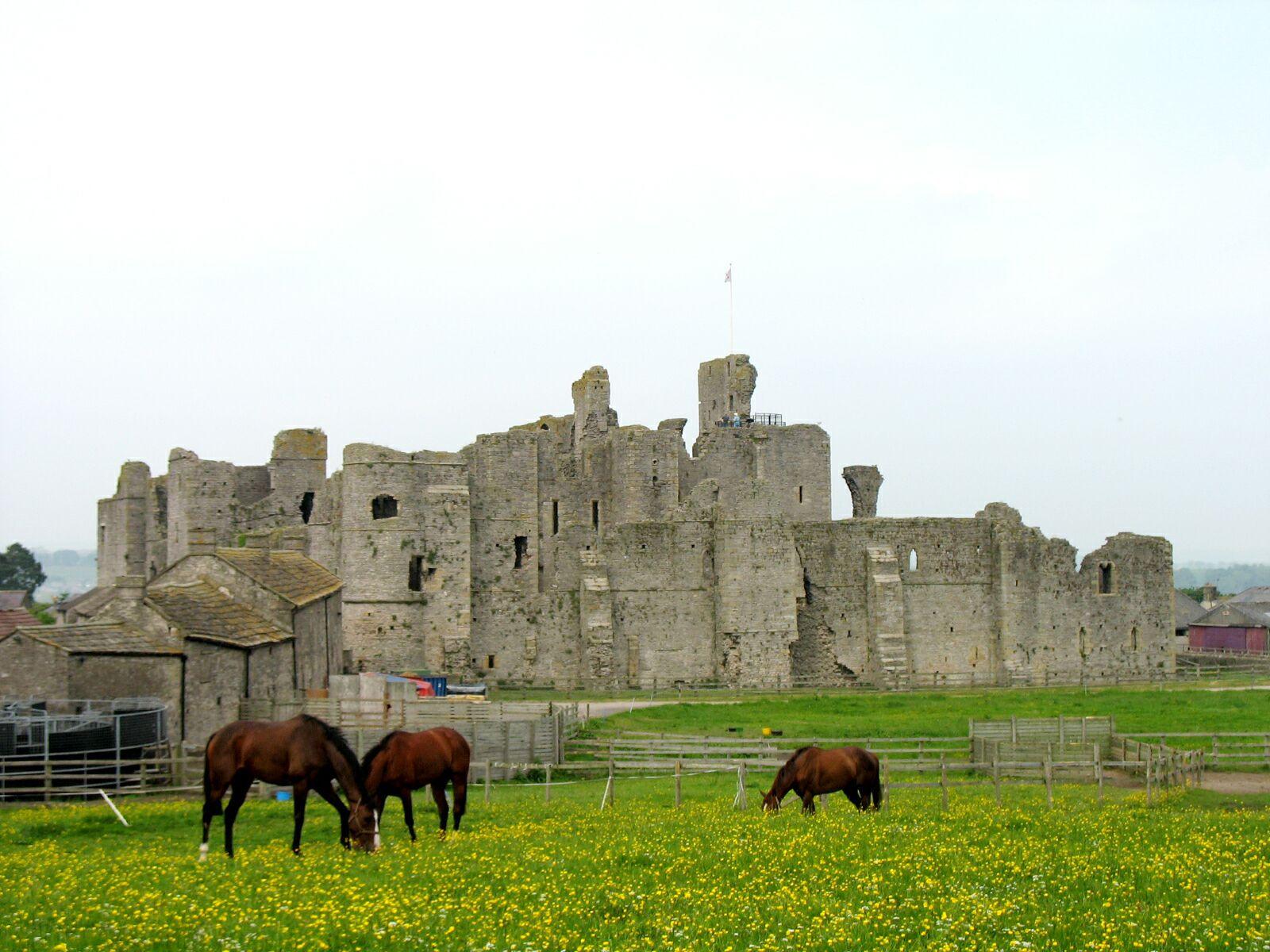
Middleham Castle

Middleham Castle ist eine Burgruine im Wensleydale im englischen Verwaltungsbezirk North Yorkshire.

## Geschichte
Die Burg wurde ab 1190 von Robert Fitzrandolph, 3. Lord of Middleham and Spennithorne, an Stelle einer früheren Motte erbaut. 1270 kam sie in die Hand der Familie Neville, deren bekanntestes Mitglied Richard Neville, 16. Earl of Warwick, war, der in den Rosenkriegen als Königsmacher bekannt war. Nach dem Tod von Richard Plantagenet, 3. Duke of York, in der Schlacht von Wakefield im Dezember 1460 übernahmen seine jüngeren Söhne, George und Richard, das Earldom of Warwick und beide lebten in Middleham Castle mit der Familie Neville. Ihr Bruder Eduard war in Middleham Castle einige Zeit eingesperrt, nachdem er von Neville 1469 gefangen genommen worden war. Nach Nevilles Tod in der Schlacht von Barnet 1471 und Eduards Rückkehr auf den englischen Thron heiratete sein Bruder Richard Anne Neville, Richard Nevilles jüngere Tochter und machte Middleham Castle zu seinem Familiensitz. Ihr Sohn Edward wurde auch in Middleham Castle geboren und starb später auch dort.
Richard folgte Eduard als Richard III. auf den Thron Englands nach, verbrachte aber während seiner nur zwei Jahre dauernden Herrschaft nur wenig Zeit in Middleham Castle. Nach Richards Tod in der Schlacht von Bosworth 1485 verblieb die Burg bis zur Herrschaft Jakobs I. in königlichen Händen, dann wurde sie verkauft. Im Laufe des 17. Jahrhunderts war sie nicht bewohnt und verfiel. Im englischen Bürgerkrieg war dort eine Garnison stationiert, es kam aber zu keinen kriegerischen Handlungen. Heute wird die Burgruine von English Heritage verwaltet, das sie als historisches Gebäude I. Grades gelistet hat.

## Beschreibung

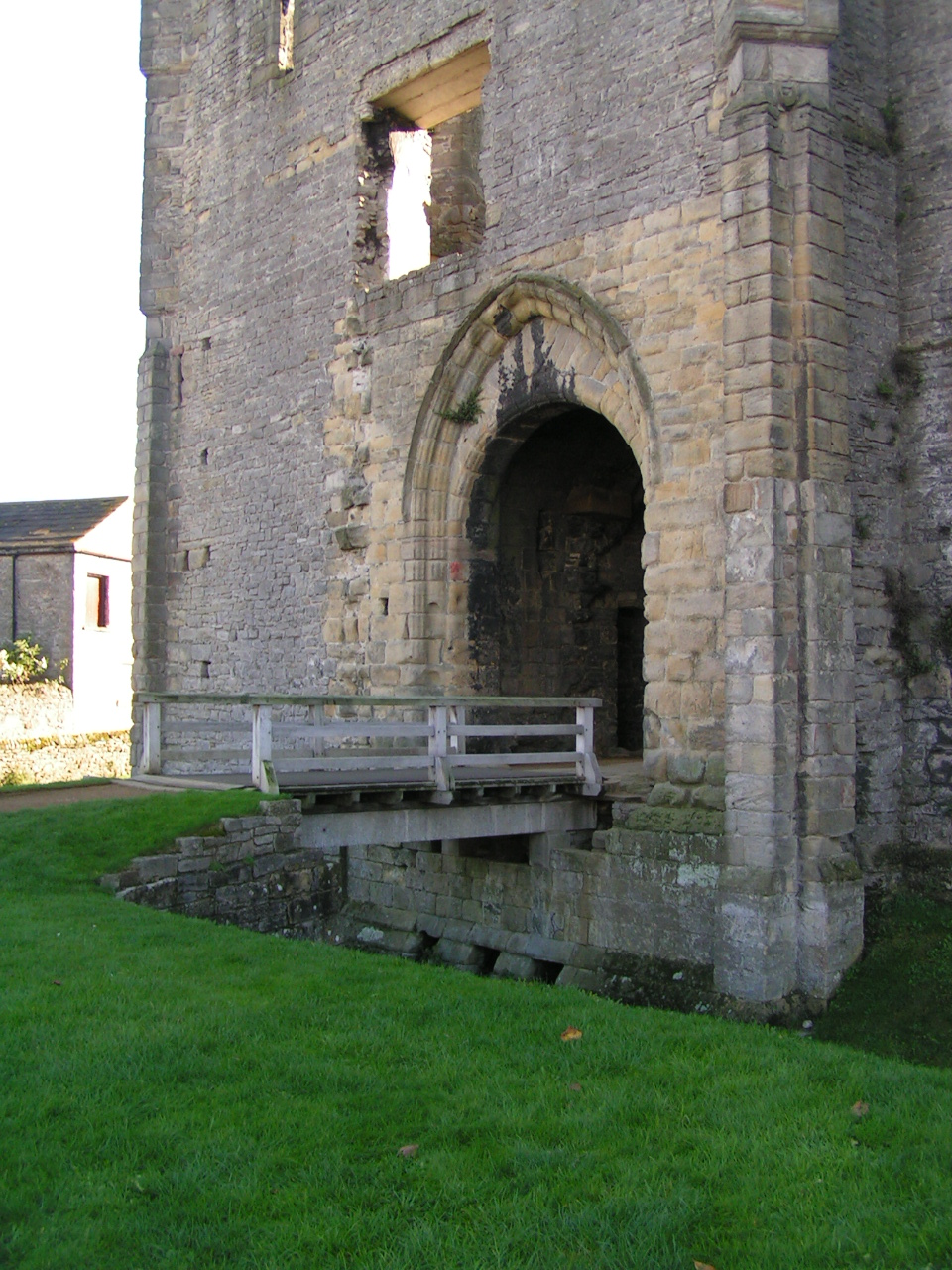
Torhaus von Middleham Castle

Die Burg ist ein kompaktes, massives Bauwerk und, obwohl sie heute eine Ruine ist, sind die meisten Mauern intakt. Die Burg besteht aus einem massiven, normannischen Donjon mit rechteckigem Grundriss, der von einer später errichteten Kurtine umgeben ist. Daran wurden später umfangreiche palastähnliche Wohnquartiere angebaut.
Der Donjon ähnelt anderen großen, quadratischen Donjons, hatte aber nur zwei Stockwerke. Auf beiden Etagen ist er mit einer Innenwand unterteilt, und an jeder Ecke und in der Mitte jeder Wand ist er mit Türmchen ausgestattet. Das Erdgeschoss beherbergt zwei große, ursprünglich gewölbte Schlafkammern und oben findet man zwei Rittersäle mit hohen Fenstern. Der Eingang wird – wie üblich – über eine Außentreppe zum Obergeschoss erreicht, und eine später angebaute Kapelle bewacht diesen Eingang. Eine reparierte Wendeltreppe führt zum Türmchen an der Südostecke hinauf, von wo aus man den Ausblick über die umgebende Stadt und das Land genießen kann, z. B. auch auf das Gelände der alten Motte im Südwesten.
Die Kurtine aus dem 13. Jahrhundert umgibt den Donjon konzentrisch und macht die Burg zu einem kompakten und effektiv zu verteidigenden Gebäude, wenn sie bei ihrem Bau auch eher dem Komfort als militärischen Zwecken diente. Im 15. Jahrhundert ließen die Nevilles eine beeindruckende Menge an Hallen und Nebengebäuden an der Kurtine entlang erstellen, die die Burg zu einer wirklich großartigen Residenz machten, in der Adlige ihres Standes gut leben konnten. Brücken auf Höhe des Obergeschosses verbanden diese neuen Gebäude mit dem Donjon, und auch die Decke des Rittersaals wurde angehoben, entweder, um Obergaden anzubringen, oder als Raum für eine weitere Schlafkammer.
Die Burg betritt man durch einen Turm an der Nordostecke, der allerdings ein Umbau aus dem 15. Jahrhundert ist. Vom ursprünglichen Torhaus blieben nur die Fundamente erhalten, die sich nach Osten in den heute verschwundenen äußeren Hof erstrecken. Mit Ausnahme dieser östlichen Burgmauer ist der Mauerring aber ziemlich komplett, wenn auch die Mauern der Wohngebäude nicht mehr existieren. In moderner Zeit wurden einige Restaurierungsarbeiten an der Burg durchgeführt, aber die unteren Fassaden des Donjons sind immer noch in ziemlich schlechtem Zustand. Fenster und Türen sind abgebröckelt, Böden sind zusammengebrochen und keine der Zinnen ist erhalten. Immer noch ist die Burg eine beeindruckende Ruine und man kann ihre frühere Stärke und Großartigkeit heute noch erahnen.